# Providencia de Pérez
Providencia de Pérez es una localidad del estado mexicano de Guanajuato. Es parte del municipio de Irapuato.

## Demografía
| Gráfica de evolución demográfica |
|                                  |

| Censo | Población |
| ----- | --------- |
| 1910  | 105       |
| 1921  | 197       |
| 1930  | 150       |
| 1940  | 171       |
| 1950  | 170       |
| 1960  | 65        |
| 1970  | 346       |
| 1980  | 589       |
| 1990  | 792       |
| 2000  | 899       |
| 2010  | 994       |
| 2020  | 1 176     |